# Fagotia esperi
Fagotia esperi is een slakkensoort uit de familie van de Melanopsidae. De wetenschappelijke naam van de soort is voor het eerst geldig gepubliceerd in 1823 door A. Ferussac.